# New Era
New Era (с англ. — «новая эра») — дебютный полноформатный студийный альбом интернациональной англоязычной пауэр-метал-группы Revolution Renaissance, основанной незадолго до этого финским гитаристом-виртуозом Тимо Толкки после его ухода из Stratovarius. Издан в 2008 году.
Для записи альбома были приглашены многие известные музыканты, в том числе вокалисты — например, Михаэль Киске из Helloween, Тобиас Заммет из Edguy и Паси Рантанен из Thunderstone.

## Список композиций
1. Heroes (Lead Vocals Tobias Sammet) — 04:20
2. I Did It My Way (Lead Vocals Michael Kiske) — 04:22
3. We Are Magic (Lead Vocals Pasi Rantanen) — 04:23
4. Angel (Lead Vocals Michael Kiske) — 04:51
5. Eden Is Burning (Lead Vocals Pasi Rantanen) — 05:16
6. Glorious And Divine (Lead Vocals Tobias Sammet) — 04:43
7. Born Upon The Cross (Lead Vocals Pasi Rantanen) — 04:02
8. Keep The Flame Alive (Lead Vocals Michael Kiske) — 04:32
9. Last Night On Earth (Lead Vocals Michael Kiske) — 04:46
10. Revolution Renaissance (Lead Vocals Michael Kiske) — 06:10

## Участники записи
- Timo Tolkki — гитара;
- Michael Kiske — вокал на 2, 4, 8, 9, 10;
- Tobias Sammet — вокал на 1, 6;
- Pasi Rantanen — вокал на 3, 5, 7;
- Pasi Heikkilä — бас-гитара;
- Joonas Puolakka — клавишные;
- Mirka Rantanen — ударные.